# Cantone di Maël-Carhaix
Il Cantone di Maël-Carhaix era una divisione amministrativa dell'Arrondissement di Guingamp.
A seguito della riforma approvata con decreto del 13 febbraio 2014, che ha avuto attuazione dopo le elezioni dipartimentali del 2015, è stato soppresso.

## Composizione
Comprendeva 8 comuni:
- Locarn
- Maël-Carhaix
- Le Moustoir
- Paule
- Plévin
- Trébrivan
- Treffrin
- Tréogan